# Walther Schieber
Walther Schieber oder auch Walter Schieber geschrieben (* 13. September 1896 in Beimerstetten bei Ulm; † 29. Juni 1960 in Würzburg) war ein deutscher Chemiker und Betriebsführer. In der Zeit des Nationalsozialismus amtierte er als Multifunktionär in leitender Funktion in verschiedenen Betrieben und Aufsichtsräten. Wesentliche Funktionen waren seine Tätigkeit als NSDAP-Gauwirtschaftsberater und als Chef des Rüstungslieferungsamtes im Reichsministerium für Rüstung und Kriegsproduktion (ab Februar 1942), wo er auch Stellvertreter von Albert Speer war. Als nationalsozialistischer Wirtschaftsmanager setzte er sich für die Verknüpfung betrieblicher Großtechnologien mit naturwissenschaftlicher Grundlagenforschung und eine zentralistische Lenkung der chemischen und biologischen Industrieforschung ein. Er war maßgeblich an dem Aufbau von Industriefertigungen in den deutschen Konzentrationslagern beteiligt, geriet dabei aber auch in Gegensatz zu maßgeblichen Kreisen der SS. Gegen ihn wurde 1944 wegen Korruption ermittelt. Er verlor seine Positionen und wurde aus der NSDAP ausgeschlossen. Nach dem Krieg arbeitete er zeitweise für die Amerikaner und wurde 1948, ohne dass er eine Haftstrafe hätte verbüßen müssen, aus der Internierung entlassen.

## Leben

### Studium und Karriere
Der Sohn eines Schreiners und späteren Eigentümers einer Spinnerei in Bopfingen nahm nach dem im Juni 1914 abgelegten Abitur ab August 1914 als Freiwilliger am Ersten Weltkrieg teil. Zuletzt im Rang eines Leutnants d. R. geriet er Ende 1918 in russische Kriegsgefangenschaft, aus der er am 30. April 1919 entlassen wurde. Er studierte Chemie in Jena und an der TH Stuttgart und promovierte 1922 in Stuttgart Zur Kenntnis des kollodialen Quecksilbers zum Doktor der Ingenieurwissenschaften.
Schieber arbeitete für die I.G. Farben und wurde nacheinander Betriebschemiker, Prokurist und schließlich Betriebsführer an verschiedenen Standorten der Firma in Wolfen, Bobingen, Rottweil, Premnitz und Dormagen. 1935 wurde Schieber von Hans Kehrl für den Aufbau des Zellwollwerkes Schwarza engagiert. Er siedelte nach Thüringen über und wurde außerdem Hauptsachbearbeiter in der Dienststelle des Gauwirtschaftsberaters der NSDAP Thüringen, Otto Eberhardt.
Auch wenn er erst zum 1. Juni 1931 in die NSDAP (Mitgliedsnummer 548.839) eintrat, galt Schieber als „Alter Kämpfer“ und war Träger des Goldenen Parteiabzeichens. Im Juni 1933 trat er in die SS mit der Mitgliedsnummer 161.947 ein. Er machte dort eine steile Karriere, zu der seine Mitgliedschaft im Freundeskreis Reichsführer SS beitrug, und erreichte im Juni 1942 den Dienstgrad eines SS-Brigadeführers. Noch als SS-Sturmbannführer war ihm 1938 der SS-Ehrendegen verliehen worden. Er wurde am 29. April 1942 in den persönlichen Stab des Reichsführers SS aufgenommen und nahm 1942 mehrfach an Abendessen im Führerhauptquartier teil. Ab 1935 gehörte Schieber auch der DAF und der NSBDT an.

### Multifunktionär im „Dritten Reich“
1937 wurde Schieber Referent für Textilindustrie beim Gauwirtschaftsberater Thüringen und im Wirtschaftsministerium. Nach dem Unfalltod Eberhardts übernahm Schieber dessen Funktionen. Auch über seine Amtsenthebung als Gauwirtschaftsberater im September 1944 hinaus leitete Schieber die Gauwirtschaftskammer Thüringen, hatte die Position eines Thüringer Staatsrates inne (bis zum 12. April 1945) und leitete bis zu deren Auflösung Ende März 1944 die Thüringische Vertretung in Berlin, das „Thüringenhaus“. Gauwirtschaftsberater der NSDAP im Gau Thüringen. In der Nachfolge Eberhardts übernahm Schieber ferner den Vorsitz des Verwaltungsrates und der Betriebsführung der Wilhelm-Gustloff-Stiftung in Weimar, den Vorsitz der Thüringischen Zellwolle AG in Schwarza, der Zellstoff- und Papierfabrik AG in Lenzing und der Westfälischen Zellstoff AG Alphalint Wildshausen bei Arnsberg. Bereits seit der Gründung 1938 war Schieber Vorsitzender des Deutschen Zellwollerings e. V. in Berlin und auch Hauptgeschäftsführer der 1941 geschaffenen Nachfolgeorganisation. In dieser Funktion wurde er ab 1940 Aufbauleiter der Zellwollwerke in Roanne und ab dem 1. Juli 1941 auch Vorsitzender der Zellgarn-Aktiengesellschaft Litzmannstadt. Insgesamt hatte der Multifunktionär Schieber mehr als 40 offizielle Ämter inne. Von Bedeutung war dabei sein Einfluss auf die Dresdner Bank, in deren Aufsichtsrat er im Zuge einer Stärkung des SS-Flügels 1943 gelangte. Er gehörte dort auch dem Arbeitsausschuss an. Ihm wurden gute Beziehungen zum Aufsichtsratsvorsitzenden Carl Goetz nachgesagt.
Im Februar 1942 wurde Schieber Chef des Rüstungslieferungsamtes im Ministerium für Rüstung und Kriegsproduktion; dort war er auch zuständig für Giftgas. Er war von Februar 1942 bis zum November 1944 Stellvertreter von Albert Speer im Reichsministerium für Rüstung und Kriegsproduktion. In dieser Funktion war er maßgeblich am Aufbau der Industriefertigungen in den Konzentrationslagern beteiligt. Für die Wilhelm-Gustloff-Stiftung initiierte er dabei die Errichtung eines Rüstungsbetriebes im KZ Buchenwald, in welchem 4.500 Häftlinge arbeiten sollten. Er veranlasste zunächst die Verlagerung der Karabiner-Produktion in das KZ, geriet mit seinem Konzept des Arbeitskräfteeinsatzes aber in Gegensatz zur SS, die ein eigenes Wirtschaftsimperium aufbauen wollte.
Ab 1943 wurden in dem Werk in Lenzing und in anderen Zellstoffwerken Schiebers mit der Produktion künstlicher Lebensmittel, mit „Mycel“ und „Biosyn“ begonnen, die aus einem Abfallprodukt der Celluloseherstellung, einer Eiweißmasse, entstehen sollten. Schieber ließ künstliche „Biosynwurst“ in der Westfälischen Zellstoff AF in Wildshausen bei Arnsberg für KZ-Häftlinge produzieren, mit der im KZ Mauthausen auf Befehl Himmlers durch Ernst Günther Schenck Ernährungsversuche durchgeführt wurden. In Lenzing bestand ab Herbst 1944 auch ein Frauen-Außenlager des KZ Mauthausen, dessen Insassen Zwangsarbeit leisteten. Waren seit Ende 1939 bereits „Fremdarbeiter“ in Lenzing tätig gewesen, so stieg deren Anteil und der Anteil der Kriegsgefangenen an der Belegschaft bis Kriegsende auf über 50 %.
Zeitweise war Schieber in die Atomforschung im Deutschen Reich involviert und er war Geschäftsführer der Firma Ventimotor GmbH, die sich mit der Nutzung von Windkraft befasste.

### Entmachtung
Schieber wurde von einflussreichen Kreisen in NSDAP und SS, insbesondere von Ernst Kaltenbrunner und Otto Ohlendorf, gestürzt, weil er sich bei dem Gegensatz zwischen Industrie und SS in der Frage des Einsatzes von KZ-Häftlingen in der Industrieproduktion gegen die Politik der SS gewandt hatte, die Konzentrationslager wirtschaftlich auszuweiten. Schieber setzte sich für einen rationelleren Umgang mit ausländischen Arbeitskräften ein, ohne freilich für eine humane Behandlung der Zwangsarbeiter einzutreten. Er wurde überwacht und 1944 wurde ein Ehrengerichtsverfahren wegen Korruption gegen ihn eröffnet. Am 2. September 1944 wurde Schieber aus der NSDAP ausgeschlossen, als Gauhauptamtsleiter seines Amtes enthoben und von Hitler als Gauwirtschaftsberater außer Dienst gestellt. Speer entließ ihn im November 1944 aus dem Reichsministerium. Schieber verlor fast alle seine Ämter. 
Das Korruptionsverfahren wurde bis zum Kriegsende nicht abgeschlossen. 
Schieber nutzte das Korruptionsverfahren später, um sich als Verfolgter des Naziregimes zu stilisieren.

### Nach dem Krieg
Schieber wurde am 13. Mai 1945 von US-Truppen in München verhaftet und interniert. Er trat als Zeuge im Nürnberger Prozess gegen die Hauptkriegsverbrecher auf. Angeblich war er 1947/48 in Neustadt interniert, um Berichte über die deutsche Kriegswirtschaft zu erstellen. Tatsächlich war er offenbar mit anderen deutschen Chemikern mit der Entwicklung des Nervengases Sarin für die US-Streitkräfte beschäftigt. Er sollte 1948 vom US-Geheimdienst in die USA eingeschleust werden. Schieber wurde am 11. März 1948 als „Belasteter“ entnazifiziert und zu zwei Jahren Arbeitslager verurteilt, die durch die Internierung als verbüßt galten. Er betrieb vor der Zentralspruchkammer Hessen eine Neuaufnahme des Verfahrens, infolgedessen die Einstufung in Gruppe II am 13. November 1950 aufgehoben wurde. Schieber arbeitete bis zu seinem Tode im Jahre 1960 als Mitbegründer und Mitinhaber eines chemischen Labors zur Herstellung synthetischer Fasern in seinem Heimatort Bopfingen.